# Аруба на літніх Олімпійських іграх 2016

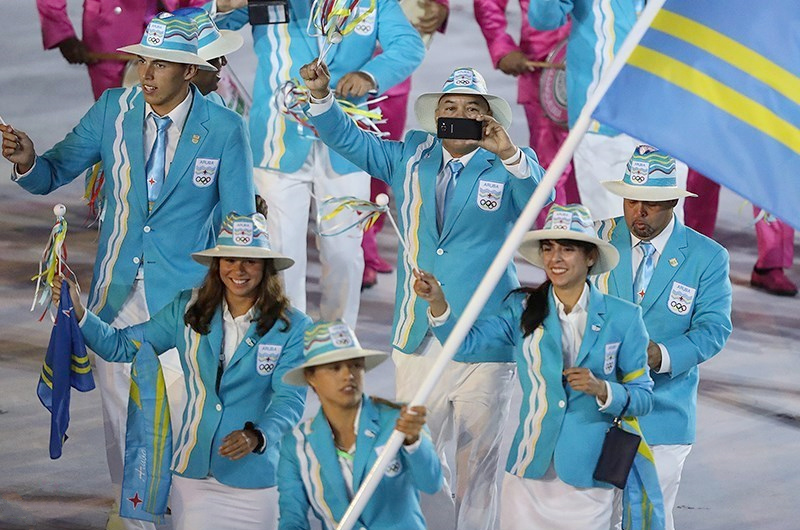
Олімпійська збірна Аруби на церемонії відкриття.

Аруба на літніх Олімпійських іграх  2016 була представлена 7 спортсменами в 4 видах спорту. Жодної медалі олімпійці Аруби не завоювали.

## Спортсмени
| Дисципліна       | Чоловіки | Жінки | Разом |
| ---------------- | -------- | ----- | ----- |
| Дзюдо            | 1        | 0     | 1     |
| Вітрильний спорт | 1        | 2     | 3     |
| Плавання         | 1        | 1     | 2     |
| Тхеквондо        | 0        | 1     | 1     |
| Разом            | 3        | 4     | 7     |

## Дзюдо
| Спортсмен | Категорія           | 1/32 фіналу        | 1/16 фіналу           | 1/8 фіналу              | Чвертьфінали       | Півфінали          | Втішний поєдинок   | Фінал / БМ         | Фінал / БМ      |
| Спортсмен | Категорія           | Суперник Результат | Суперник Результат    | Суперник Результат      | Суперник Результат | Суперник Результат | Суперник Результат | Суперник Результат | Місце           |
| --------- | ------------------- | ------------------ | --------------------- | ----------------------- | ------------------ | ------------------ | ------------------ | ------------------ | --------------- |
| Яйме Мата | до 66 кг (чоловіки) | Bye                | Махіт (VAN) W 100–000 | Собіров (UZB) L 000–100 | Завершив виступ    | Завершив виступ    | Завершив виступ    | Завершив виступ    | Завершив виступ |

## Вітрильний спорт
| Спортсмен                          | Дисципліна       | Заплив | Заплив | Заплив | Заплив | Заплив | Заплив | Заплив | Заплив | Заплив | Заплив | Заплив | Заплив | Заплив | Очки | Підсумкове місце |
| Спортсмен                          | Дисципліна       | 1      | 2      | 3      | 4      | 5      | 6      | 7      | 8      | 9      | 10     | 11     | 12     | M*     | Очки | Підсумкове місце |
| ---------------------------------- | ---------------- | ------ | ------ | ------ | ------ | ------ | ------ | ------ | ------ | ------ | ------ | ------ | ------ | ------ | ---- | ---------------- |
| Філіппін ван Аангольт              | Лазер радіал     | 24     | 21     | 18     | 32     | 27     | 27     | 21     | 19     | 24     | 26     | Н/Д    | Н/Д    | EL     | 206  | 28               |
| Тійс Фіссер Ніколь ван дер Вельден | змішані Nacra 17 | 15     | 18     | 1      | 15     | 14     | 1      | 19     | 17     | 10     | 16     | 16     | 14     | EL     | 135  | 16               |

M = Медальний заплив; EL = Вибув – не потрапив до медального запливу

## Плавання
| Спортсмен       | Дисципліна                           | Попередній заплив | Попередній заплив | Півфінал         | Півфінал         | Фінал            | Фінал            |
| Спортсмен       | Дисципліна                           | Час               | Місце             | Час              | Місце            | Час              | Місце            |
| --------------- | ------------------------------------ | ----------------- | ----------------- | ---------------- | ---------------- | ---------------- | ---------------- |
| Мікель Шройдерс | 200 метрів вільним стилем (чоловіки) | 1:55.10           | 45                | Завершив виступ  | Завершив виступ  | Завершив виступ  | Завершив виступ  |
| Еллісон Понсон  | 50 метрів вільним стилем (жінки)     | 26.00             | 45                | Завершила виступ | Завершила виступ | Завершила виступ | Завершила виступ |

## Тхеквондо
| Спортсмен        | Категорія        | 1/8 фіналу         | Чвертьфінали       | Півфінали          | Втішний поєдинок   | Фінал / БМ         | Фінал / БМ       |
| Спортсмен        | Категорія        | Суперник Результат | Суперник Результат | Суперник Результат | Суперник Результат | Суперник Результат | Місце            |
| ---------------- | ---------------- | ------------------ | ------------------ | ------------------ | ------------------ | ------------------ | ---------------- |
| Моніка Піментель | до 49 кг (жінки) | Азіез (FRA) L 1–2  | Завершила виступ   | Завершила виступ   | Завершила виступ   | Завершила виступ   | Завершила виступ |